# Регионална народна библиотека „Петко Р. Славейков“ – Велико Търново
Регионалната библиотека „Петко Р. Славейков“ се намира във Велико Търново.

## История

### Патриаршеска библиотека
В няколко църкви в Търново през османското владичество са пазени много ценни книги и ръкописи от Втората българска държава и ръкописи, свързани с българите от следващите векове.
Според някои легенди след завладяването на Търново книгите и ръкописите били скрити в Патриаршеската църква „Свети Петър и Павел“. Сред съхраняваните книги са: Манасиева летопис, Четвероевангелие на цар Иван Александър, Песнивец на цар Иван Александър, Томичов псалтир. Според легендите освен ръкописи и книги в нея са съхранявани царски писма и договори, жития и псалтири, изписани и богато украсени с миниатюри. Гръцки владика заповядал да бъдат изгорени.

### Старобългарска библиотека
В града е съществувала старобългарска библиотека, която е опожарена през 1842 г. Свидетели на изгарянето на книгите са търновският учител Христо Драганов и племенникът му Иван Семерджиев. Драганов и Венета Семерджиева спасяват част от книгите и ги скриват в скривалище в Семердживия хан. Тези книги изгарят при пожар през 1879 г.

### Библиотека „П. Р. Славейков“
Днешната Регионална библиотека „Петко Р. Славейков“ във Велико Търново е открита като трето книгохранилище за страната след Народната библиотека в София и Народната библиотека в Пловдив.
Идеята за откриване на народна библиотека в Търново е на Стилиян Чилингиров, който тогава е директор на Софийската библиотека. Основана е в 1889 г. Сградата на библиотеката се открива на 15 август 1922 г.
Първоначално се помещава в зданието на ефорията „Ангел Попов“. Пръв директор на културната институция е Моско Москов. Изготвен е план за построяване на сградата на библиотеката. Избира се терен, за който се отчуждават 13 дворни места. Повечето собственици даряват безвъзмездно земята си. Общо закупените земи са на стойност 600 000 лева. Направен е пробект на комплекс, в който да се помещават музей и библиотека. Строежът започва през 1940 г.
Библиотеката е преименувана на Окръжна методична библиотека през 1953 г. Сградата е дело на арх. Ангел Дамянов. Преименува се на Окръжна народна библиотека „Петко Рачов Славейков“ през 1958 г. Методичният отдел при библиотеката прераства в Дирекция „Библиотеки“ на Окръжния съвет за култура във Велико Търново (1979) и ръководи окръжната библиотечна система.
РБ „П. Р. Славейков“ си сътрудничи с библиотеката в Линц, Австрия. По случай 50-годишнината от създаването ѝ библиотеката е наградена с орден „Кирил и Методий“ I степен през 1971 г.

### Директори на библиотеката
- Моско Москов (1932 – 1933)
- Димитър Цончев и Асен Христов (1933)
- Пенчо Крусев (1933 – 1944)
- Иван Пенчев (1944 – 1958)
- Вълчо Сариев (1958 – 1974)
- Диана Султова (1974 – 1988)
- Димо Минчев (1988 – 2000)
- Иван Александров (2000 – септ.2019)
- Калина Иванова (септ.2019 – )

## Книжен фонд
Фондът на библиотеката включна 613 615 библиотечни единици – книги, периодика, стандарти, графични и нотни издания, грамофонни плочи, аудио и видео кадети, микрофилми и CD. Съхраняват се 1200 старопечатни книги, сред които: „Постен триод“, „Неделник“ от Софроний Врачански, „Рибен буквар“ от д-р Петър Берон и други. Пазят се архивни броеве от местните „Борба“, „Янтра“ и други вестници и списания.

## Прояви
- „Библиотеката – средище за културна и социална интеграция“